# آلبرت توماس
آلبرت توماس (انگلیسی: Albert Thomas; ۱۶ ژوئن ۱۸۷۸ – ۷ مهٔ ۱۹۳۲) سیاستمدار، دیپلمات، و اقتصاددان سوسیالیست اهل فرانسه بود. او اولین وزیر اسلحه در جمهوری سوم فرانسه در دوران جنگ جهانی اول بود. پس از معاهده ورسای، او به عنوان اولین مدیر سازمان بین‌المللی کار انتخاب شد و این سمت را تا زمان مرگش در ۱۹۳۲ حفظ کرد.